# 땅꾼자리 36
땅꾼자리 36은 뱀주인자리에 있는 삼중성계로, 지구에서 19.5광년 떨어진 곳에 있다. 삼중성의 구성원들은 모두 K형의 G형 주계열성들인데, 이 중 A와 B는 상대적으로 비슷한 밝기와 질량을 지닌 K0, K1 분광형의 밝은 오렌지색 왜성이며, C는 어둡고 분광형은 K5이다.
C는 A와 B에서 천구상으로 700초각 떨어져 있음에 반해 A와 B는 4.6초각 떨어져 있다. A와 B 둘 다 활발한 채층 활동을 보여준다.

## 같이 보기
- 가까운 밝은 별 목록